# ソウル神学大学校
ソウル神学大学校（ソウルしんがくだいがっこう、英語: Seoul Theological University）は、大韓民国の私立大学。

## 歴史
ソウル神学大学校は1911年、宣教師ジョン・トーマスがソウルの武橋洞に設立した聖書学園が始まり。聖書学園は朝鮮で最初の牧師である李明稙が1935年から園長を務めた学校でもある。1940年、4年制の京城神学校に改編されるが、1943年、列強の工作により反日活動の拠点となっていた神学校は朝鮮総督府の介入により廃校に処せられる。
1945年11月、ソウル神学校として再び開校する。朝鮮戦争中は釜山に臨時避難するも、1953年に再びソウルに戻り、1959年、ソウル神学大学として認可される。この時の初代学長も李明稙が勤めた。1964年に学校法人ソウル神学大学が設置され、1971年には大学院が設置される。1992年4月、ソウル神学大学校に昇格する。

## 組織

### 学部
- 神学科
- 社会福祉学科
- 保育学科
- 観光経営学科
- 英語科
- 日本語科
- 中国語科
- キリスト教教育科
- 幼児教育科
- 教会音楽科
- 実用音楽科

### 大学院
- 一般大学院
  - 神学科
- 神学大学院
  - 神学科
- 社会福祉大学院
  - 社会福祉学科
- 相談大学院
  - 相談学科
- 神学専門大学院
  - 神学科

## 学術交流協定
主要なもののみ記載。
- 東京聖書学院（日本）
- 黒竜江東方学院（中華人民共和国）
- ハルビン理工大学遠東学院（中華人民共和国）
- 延辺大学（中華人民共和国）
- 聖光神学校（台湾）
- 中台神学院（台湾）
- アズベリー神学校（アメリカ合衆国）
- ニューカッスル大学（オーストラリア）
- ホーリーランド大学（イスラエル）